# Тайлакова, Мария Владимировна
Мари́я Влади́мировна Тайлако́ва (род. 12 марта 2001 года, Кирово-Чепецк, Кировская область) — российская спортсменка, игрок в настольный теннис, член национальной сборной России. Чемпионка России в парном разряде (2024), чемпионка России в смешанном разряде (2023) и четырёхкратная чемпионка России в команде (2018, 2019, 2023, 2024). Бронзовый призёр командного чемпионата Европы (2017).

## Биография
Мария Тайлакова родилась 12 марта 2001 года в городе Кирово-Чепецке, тренироваться начала в ДЮСШ № 5 города Кирова у Валерия Ивонина и Павла Зыкина. В её детстве родители часто меняли место жительства: проживали в Нижнем Новгороде, Краснодаре, Москве; с 2013 года спортсменка тренируется в Самаре. В 2014 году Мария вошла в сборную команду России, успешно выступала в личном разряде и в смешанных парах в юношеских и кадетских первенствах Европы и России, представляла страну на летних юношеских Олимпийских играх 2018 года в Буэнос-Айресе. В 14 лет возглавила мировой рейтинг теннисисток до 16 лет (на 1 января 2016 года в рейтинге ITTF на 48 баллов опережала следующую за ней Кристал Ванг из США)..
В 2017 году на командном первенстве чемпионата Европы выиграла бронзовые медали.
Приказом Министерства спорта Российской Федерации от 29 мая 2025 года (№ 105 нг) Марии Тайлаковой присвоено звание мастера спорта международного класса

## Достижения
- Лично-командный чемпионат России по настольному теннису 2017 (женские пары)
- Чемпионат Европы по настольному теннису 2017 (женские команды)
- Лично-командный чемпионат России по настольному теннису 2018 (женские команды)
- Лично-командный чемпионат России по настольному теннису 2018 (женские пары)
- Лично-командный чемпионат России по настольному теннису 2019 (женские команды)
- Лично-командный чемпионат России по настольному теннису 2020 (женские команды)
- Лично-командный чемпионат России по настольному теннису 2020 (женские пары)
- Лично-командный чемпионат России по настольному теннису 2021 (индивидуальный разряд)
- Лично-командный чемпионат России по настольному теннису 2023 (смешанный разряд)
- Лично-командный чемпионат России по настольному теннису 2023 (женские команды)
- Лично-командный чемпионат России по настольному теннису 2024 (парный разряд)
- Лично-командный чемпионат России по настольному теннису 2024 (женские команды)